# Diadeemsifaka
De diadeemsifaka (Propithecus diadema) is een dagactieve lemuur uit het geslacht van de sifaka's (Propithecus). Dit is een van de drie geslachten uit de familie van de indriachtigen (Indriidae). De wetenschappelijke naam van de soort werd voor het eerst geldig gepubliceerd door Edward Turner Bennett in 1832. De Malagassiërs noemen het dier radjako of ankomba joby. Zoals alle lemuren is de diadeemsifaka endemisch op Madagaskar.

## Uiterlijke kenmerken

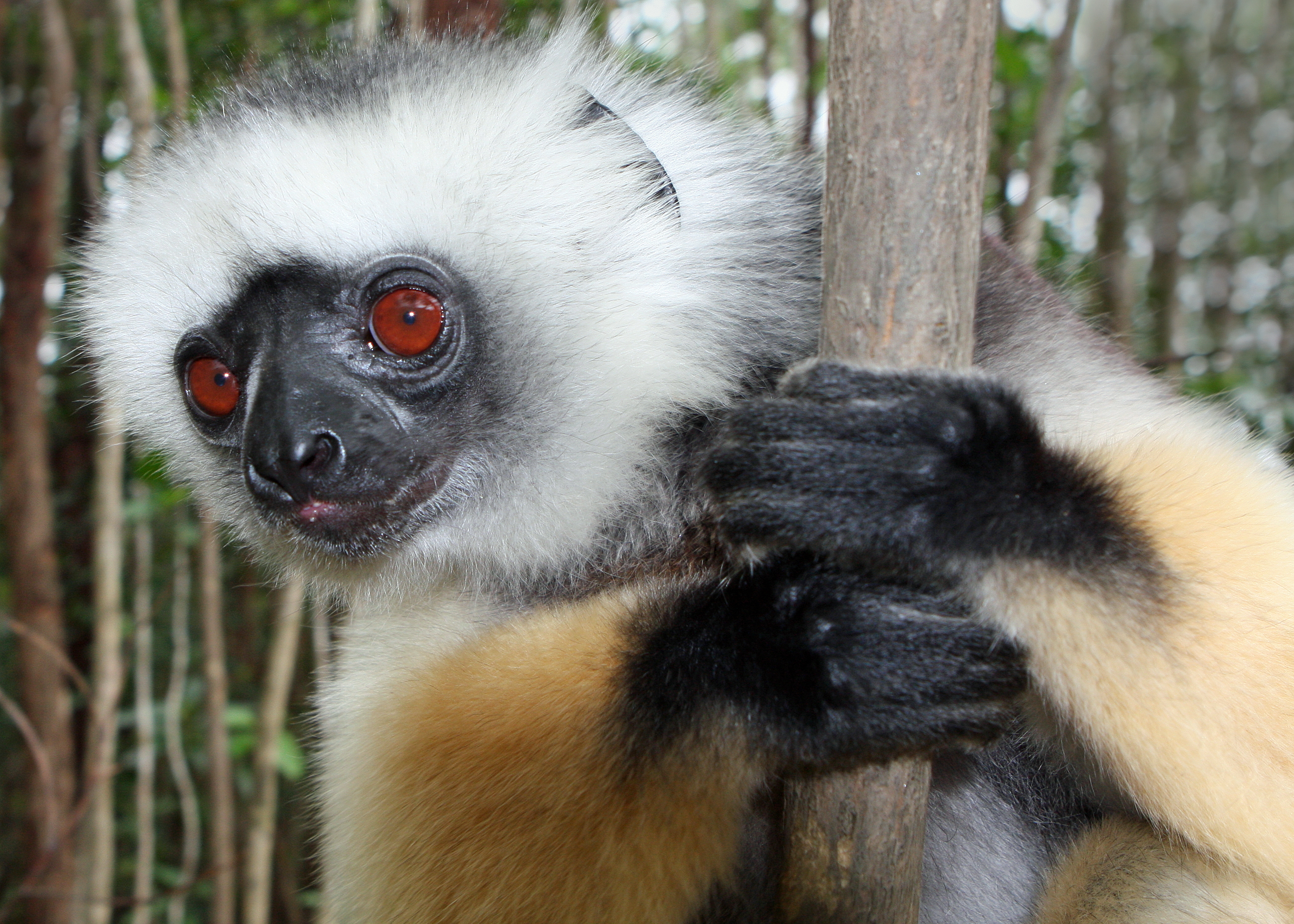
diadeemsifaka in het Andasibe-Mantadiareservaat

De diadeemsifaka wordt door velen beschouwd als de fraaiste lemuur. Zijn lange, zijdeachtige vacht is grijs op zijn rug en oranje of goud op zijn armen en benen. Zijn staart wordt vaak omlijst door een goud-oranje vlek. Het naakte, donkerkleurige gezicht is omlijst met wit haar, terwijl de kruin zwart is. Aan deze zwarte 'bekroning' dankt de sifaka zijn naam. De kleuren kunnen licht verschillen per gebied.
Net als alle sifaka's heeft de diadeemsifaka relatief korte armen en lange sterke benen. Met een kop-romplengte van 50 tot 55 centimeter is de diadeemsifaka na de indri de grootste, niet uitgestorven lemuur. De staartlengte varieert tussen de 44 en 50 centimeter en een volwassen diadeemsifaka weegt tussen de 4.75 en 8.5 kilogram.
De diadeemsifaka heeft, net als alle lemuren, een tandenkam die dient om de vacht te verzorgen of vruchtvlees van een pit te schrapen.

## Leefwijze
De diadeemsifaka markeert zijn leefomgeving van tussen de 25 en 60 hectares door middel van geursporen. In een groep van acht of meer individuen gaan ze overdag op zoek naar voedsel en kun dan per dag enkele honderden meters afleggen. Het dieet bestaat uit bladeren, knoppen, bloemen, zaden en fruit.
De paartijd van de diadeemsifaka ligt tussen januari en maart. De draagtijd van telkens één jong bedraagt 170 tot 180 dagen. Het pasgeboren jong klemt zich onmiddellijk aan de buik van de moeder vast, maar wanneer hij ouder geworden is, houdt hij zich vast aan de rug.
Wanneer er gevaar dreigt vanuit de lucht, zoals de nabijheid van een holenkiekendief (Polyboroides radiatus) of een madagaskarhavik (Accipiter henstii), waarschuwt een diadeemsifaka zijn soortgenoten door een luid 'honk-honk-honk'. Wanneer er voor andere predatoren wordt gewaarschuwd, zoals de fretkat (Cryptoprocta ferox), laat de diadeemsifaka een niesgeluid horen, wat ongeveer klinkt als 'tzisk-tzisk-tzisk'.

## Verspreiding
Diadeemsifaka's komen voor in laaglanden en regenwouden in het oosten van Madagaskar, rond de rivieren Mananara, Mangoro en Onive. Ze zijn waargenomen tot 1630 meter boven het zeeniveau.

## Bedreiging
Door vernietiging van regenwouden in het oosten van Madagaskar gaat het aantal diadeemsifaka's sterk achteruit. Ze worden beschermd in de volgende parken en reservaten:
- Nationaal park Mananara Nord
- Nationaal park Andasibe Mantadia
- Nationaal park Zahamena
- Betamponareservaat
- Ambatovakyreservaat
- Mangerivolareservaat
- Marotandranoreservaat[1]

Ook in andere parken en reservaten komt hij voor en er zijn plannen om hen ook daar te beschermen. Bovendien wordt er bekeken of het mogelijk is om fokprogramma's op te starten voor de diadeemsifaka. Buiten Madagaskar is één mannelijk exemplaar in gevangenschap gehouden, namelijk in Duke Lemur Center in North Carolina, Verenigde Staten.